# 3-氯双环丁烷-1-甲腈
3-氯双环丁烷-1-甲腈是一种有机氯化合物，化学式为C5H4ClN。它可由3,3-二氯环丁烷甲腈和叔丁醇钾在2,5-二叔丁基对苯二酚存在下消除得到。
它和2,2,2-三氟乙醇反应，可以得到3-(2,2,2-三氟乙氧基)-2-环丁烯-1-甲腈。